# Fritz Rettig
Fritz Otto August Rettig (* 9. Mai 1901 in Bremen; † 6. November 1981 in Hamburg) war von 1949 bis 1959 der erste Vorstandsvorsitzende der Deutschen Angestellten Gewerkschaft (DAG) heute ver.di.

## Leben

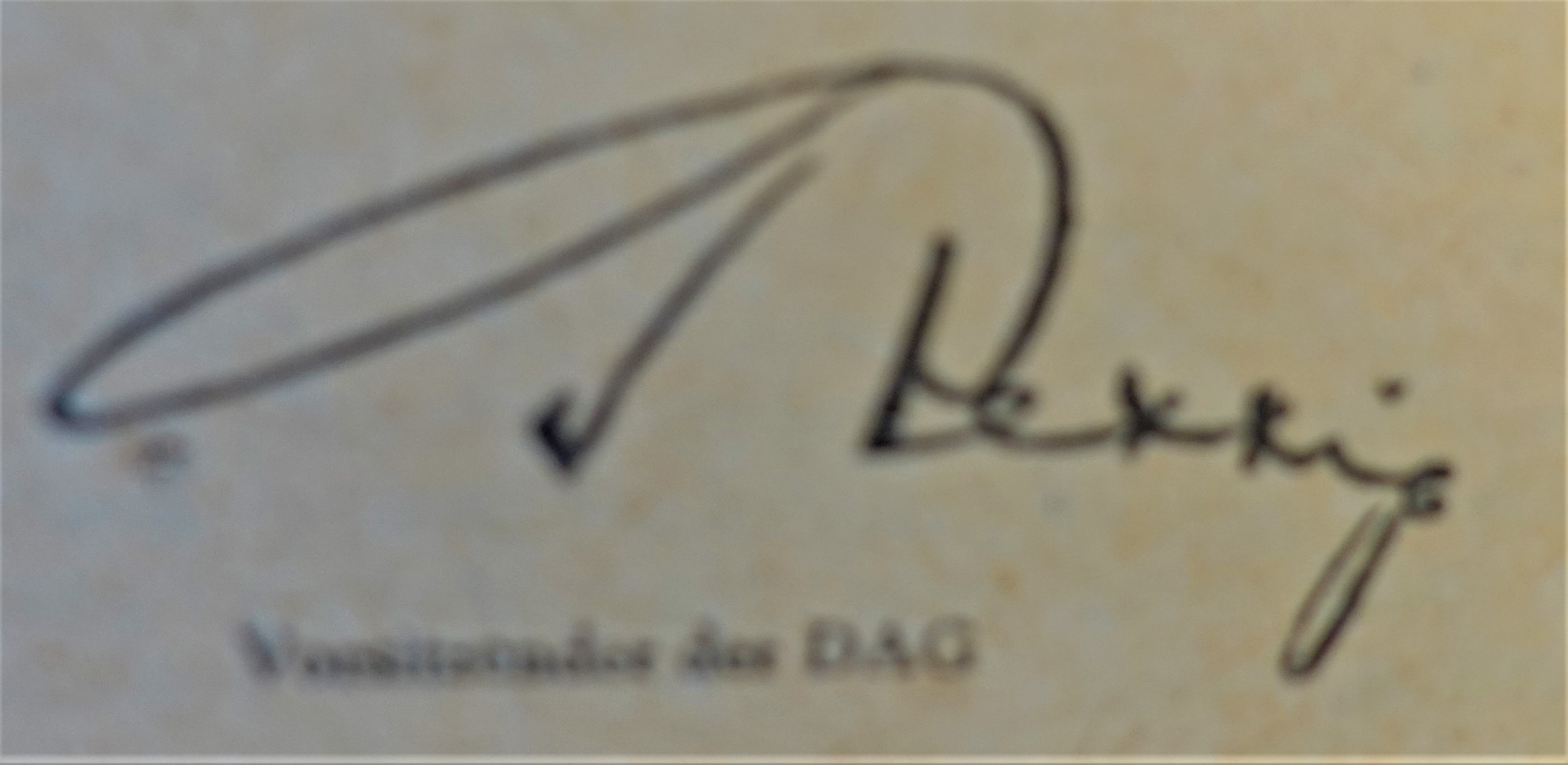
Unterschrift Fritz Rettig

Fritz Rettig war der Sohn eines Sattlermeisters. Nach dem Besuch der Volksschule absolvierte er eine kaufmännische Lehre im Hamburger Großhandel. Im Jahr 1918 wurde er zur Herstellung von Granaten dienstverpflichtet und kam in Kontakt mit den Gewerkschaften. Er trat 1919 in die Sozialdemokratische Partei Deutschlands (SPD) ein und wurde 1920 hauptamtlicher Gewerkschaftsfunktionär des Gewerkschaftsbundes der Angestellten (GdA). Rettig gehörte der Hirsch-Dunckerschen Richtung des Gewerkschaftsbundes an. Er war auch im Reichsbanner Schwarz-Rot-Gold aktiv.
Nach der Machtergreifung der Nationalsozialisten 1933 wurde er von der Sturmabteilung (SA) vorübergehend inhaftiert und seines Amtes als Geschäftsführer des GdA-Bezirks Hamburg enthoben. Von 1934 bis 1938 arbeitete er als selbständiger Generalagent im Versicherungsgewerbe. Im Jahr 1939 wurde er zur Wehrmacht einberufen und leistete bis 1945 Kriegsdienst bei der Luftwaffe, zuletzt als Oberfeldwebel.
Rettig kehrte 1945 nach Hamburg zurück und wurde zum Mitbegründer der Deutschen Angestellten-Gewerkschaft (DAG) in der britischen Zone. Er wurde 1948 Stellvertreter des Vorsitzenden der DAG in der britischen Zone und 1949 als Nachfolger von Wilhelm Dörr Vorsitzender der DAG. 1959 legte er aus gesundheitlichen Gründen den Vorsitz nieder. Rettig, seit 1953 stellvertretender Vorsitzender der Bundesversicherungsanstalt für Angestellte (BfA), wurde 1961 Vorstandsvorsitzender der BfA.
Er hat zahlreiche Aufsätze und Beiträge zu sozialpolitischen Themen publiziert. Von 1959 bis 1960 war er Mitglied des Beirats der Friedrich-Naumann-Stiftung.
Er war mit Helene Krömer verheiratet; ihre Tochter Helga Slessarew war als Professorin an der Universität Cincinnati (Ohio/USA) tätig. Er hatte sich mit seiner Tochter um den amerikanisch-deutschen Jugendaustausch bemüht.

## Auszeichnungen
- 1966 erhielt er das Große Verdienstkreuz der Bundesrepublik Deutschland
- 1969 das Große Verdienstkreuz mit Stern.